# Juniorvärldsmästerskapet i ishockey 2004
Juniorvärldsmästerskapet i ishockey 2004, JVM i ishockey 2004, var den 28:e upplagan av Juniorvärldsmästerskapet i ishockey som arrangerades av IIHF.
Mästerskapet avgjordes i fyra divisioner (topp division–Division III). Dessa divisioner spelades som sex turneringar:
Topp spelades i Helsingfors och Tavastehus, Finland, under perioden 26 december 2003–5 januari 2004.

DIV I-A i Berlin, Tyskland, 14 december 2003–20 december 2003
DIV I-B i Briançon, Frankrike, 13 december 2003–19 december 2003
DIV II-A i Sosnowiec, Polen, 28 december 2003–3 januari 2004
DIV II-B i Elektrėnai och Kaunas, Litauen, 5 januari 2004–11 januari 2004
DIV III i Sofia, Bulgarien, 5 januari 2004–11 januari 2004
USA vann sitt första JVM-guld, Kanda tilldelades silvermedaljerna och Finland tog bronset.

## Slutresultat
| Topp divisionen | Topp divisionen |
| --------------- | --------------- |
| Guld            | USA             |
| Silver          | Kanada          |
| Brons           | Finland         |
| 4.              | Tjeckien        |
| 5.              | Ryssland        |
| 6.              | Slovakien       |
| 7.              | Sverige         |
| 8.              | Schweiz         |
| 9.              | Österrike       |
| 10.             | Ukraina         |

| Division I | Division I |
| ---------- | ---------- |
| 11.        | Belarus    |
| 12.        | Tyskland   |
| 13.        | Danmark    |
| 14.        | Norge      |
| 15.        | Frankrike  |
| 16.        | Slovenien  |
| 17.        | Lettland   |
| 18.        | Italien    |
| 19.        | Kazakstan  |
| 20.        | Estland    |
| 21.        | Japan      |
| 22.        | Ungern     |

| Division II | Division II            |
| ----------- | ---------------------- |
| 23.         | Polen                  |
| 24.         | Storbritannien         |
| 25.         | Sydkorea               |
| 26.         | Rumänien               |
| 27.         | Nederländerna          |
| 28.         | Spanien                |
| 29.         | Kroatien               |
| 30.         | Serbien och Montenegro |
| 31.         | Litauen                |
| 32.         | Belgien                |
| 33.         | Sydafrika              |
| 34.         | Island                 |

| Division III | Division III |
| ------------ | ------------ |
| 35.          | Australien   |
| 36.          | Kina         |
| 37.          | Mexiko       |
| 38.          | Turkiet      |
| 39.          | Bulgarien    |
| 40.          | Nya Zeeland  |

## Toppdivisionen

### Inledande omgång

#### Grupp A
| Team      | SM | V | O | F | GM | IM | P |
| --------- | -- | - | - | - | -- | -- | - |
| USA       | 4  | 4 | 0 | 0 | 21 | 4  | 8 |
| Slovakien | 4  | 2 | 1 | 1 | 9  | 7  | 5 |
| Ryssland  | 4  | 2 | 1 | 1 | 11 | 10 | 5 |
| Sverige   | 4  | 1 | 0 | 3 | 13 | 10 | 2 |
| Österrike | 4  | 0 | 0 | 4 | 1  | 24 | 0 |

Alla tider är lokala (EET/UTC+2).
| 26 december, 2003 15:00 | Slovakien | 2–2 (0–1, 1–0, 0–1) | Ryssland | Tavastehus |

|  |                                                       |  |                                                                                                 |  |  |
|  | Rusicka (Bulik, Spirko) – 21:02 Sagat (Balaz) – 50:37 |  | 02:43 – PP1 – Aleksandr Ovetjkin (Alexej Sjkotov, Pestunov) 40:30 – Shkotoj (Ovetjkin, Korneev) |  |  |

| 26 december, 2003 18:30 | Österrike | 0–8 (0–2, 0–3, 0–3) | USA | Tavastehus |

|  |  |  | |  |  |
|  |  |  | 02:09 – PP1 – Wisniewski (Parise) 08:12 – Sterling (Stuart, Montoya) 30:49 – PP2 – Parise (Richmond, Eaves) 31:05 – PP1 – Kesler (Eaves) 34:46 – SH1 – Eaves (Likens) 48:55 – Parise (Fritsche) 52:17 – PP1 – Parise (Wisniewski) 54:14 – Sterling (Stuart) |  |  |

| 28 december, 2003 16:00 | Sverige | 7–0 (1–0, 1–0, 5–0) | Österrike | Tavastehus |

|  | |  |  |  |  |
|  | Blomdahl (Bjork, Eckerblom) – 10:47 Kalgoum (Salmonsson) – 32:19 Johnsson (Eckerblom, Andersson) – 46:53 Steen (Eriksson) – 47:42 Danielsson (Tang) – PP1 - 54:02 Fransson (Nilsson, Andersson) – 54:32 Fransson (Blomqvist, Danielsson) – PP2 – 58:55 |  |  |  |  |

| 28 december, 2003 15:00 | USA | 5–0 (1–0, 1–0, 3–0) | Slovakien | Tavastehus |

|  | |  |  |  |  |
|  | Booth (Dowell) - 08:05 Murray (Richmond) – PP1 – 27:00 Murray – 44:32 Kesler – PP1 – 48:15 Werner (Parise) – 50:23 |  |  |  |  |

| 28 december, 2003 18:30 | Ryssland | 5–3 (2–0, 0–2, 3–1) | Sverige | Helsingfors |

|  | |  |                                                                                       |  |  |
|  | Semin (Malkin, Anshakov) – PP1 – 07:07 Aleksandr Ovetjkin (Korneev, Malkin) – PP1 – 18:30 Anshakov (Malkin) – 46:38 Anshakov (Spiridonov, Semin) – 56:35 Shkotov (Ovetjkin, Pestunov) – ENG – 59:59 |  | 35:08 – Andersson (Valdix) 36:15 – Kalgoum (Hult) 50:55 – PP1 – Nilsson (Bjork, Tang) |  |  |

| 29 december, 2003 18:30 | Österrike | 1–3 (0–1, 1–1, 0–1) | Ryssland | Tavastehus |

|  |                                |  | |  |  |
|  | Vanek (Latusa, Harand) – 26:55 |  | 17:38 – Anshakov (Gimaev, Semin) 31:32 – Malkin (Spiridonov, Khudyakov) 53:14 – Aleksandr Ovetjkin (Korneev, Shkotov) |  |  |

| 30 december, 2003 16:00 | USA | 4–3 (2–0, 1–2, 1–1) | Sverige | Tavastehus |

|  | |  |                                                                                   |  |  |
|  | Werner (Wisniewski, Parise) – PP1 – 05:26 Carle (Dowell, Stafford) – 11:29 Sterling (Moore, Suter) – 33:21 Werner (Parise, Wisniewski) – SH1 – 48:42 |  | 25:34 – Steen 35:22 – Fransson (Valdix, Andersson) 47:25 – PP1 – Meijer (Enstrom) |  |  |

| 30 december, 2003 19:30 | Slovakien | 6–0 (1–0, 4–0, 1–0) | Österrike | Tavastehus |

|  | |  |  |  |  |
|  | Meszaros (Pokrivcak, Spirko) – PP1 – 08:21 Ruzicka (Stehlik) – 29:21 Stehlik (Biermann, Lukac) – 29:29 Ruzicka – 31:41 Troliga (Spirko, Baranka) – 33:49 Spirko (Hruska, Pokrivcak) – 50:12 |  |  |  |  |

| 31 december, 2003 16:00 | Ryssland | 1–4 (0–3, 0–1, 1–0) | USA | Tavastehus |

|  |                                             |  | |  |  |
|  | Anshakov (Gimaev, Spiridonov) – PP2 – 50:45 |  | 09:45 – PP1 – O'Sullivan (Eaves, Suter) 18:48 – PP2 – Parise (Eaves) 19:21 – PP1 – Werner (Parise) 35:57 – SH1 – Parise |  |  |

| 31 december, 2003 19:30 | Sverige | 0–1 (0–0, 0–0, 0–1) | Slovakien | Tavastehus |

|  |  |  |                                      |  |  |
|  |  |  | 59:24 – ENG – Fabry (Ruzicka, Bulik) |  |  |

#### Grupp B
| Team     | SM | V | O | F | GM | IM | P |
| -------- | -- | - | - | - | -- | -- | - |
| Kanada   | 4  | 4 | 0 | 0 | 25 | 4  | 8 |
| Finland  | 4  | 3 | 0 | 1 | 19 | 6  | 6 |
| Tjeckien | 4  | 2 | 0 | 2 | 14 | 9  | 4 |
| Schweiz  | 4  | 1 | 0 | 3 | 14 | 11 | 2 |
| Ukraina  | 4  | 0 | 0 | 4 | 1  | 43 | 0 |

Alla tider är lokala (EET/UTC+2).
| 26 december, 2003 15:00 | Tjeckien | 8–0 (4–0, 4–0, 0–0) | Ukraina | Helsingfors |

|  |  |  |  |  |  |
|  |  |  |  |  |  |

| 26 december, 2003 18:30 | Kanada | 3–0 (1–0, 1–0, 1–0) | Finland | Helsingfors |

|  |                                                                                     |  |  |  |  |
|  | Phaneuf (Stewart, Dawes) – 15:52 Paille (Talbot) – 32:41 Stewart (Richards) – 44:27 |  |  |  |  |

| 27 december, 2003 16:00 | Schweiz | 11–0 (3–0, 5–0, 3–0) | Ukraina | Helsingfors |

|  |  |  |  |  |  |
|  |  |  |  |  |  |

| 28 december, 2003 15:00 | Kanada | 7–2 (3–1, 1–0, 3–1) | Schweiz | Helsingfors |

|  | |  |                                                   |  |  |
|  | Richards – PS – 08:13 Coburn (Burns) – 10:46 Getzlaf (Seabrook) – PP1 – 16:24 Getzlaf (Carter, Burns) – 23:35 Stewart (Dawes) – 41:41 Stewart (Dawes) – 52:57 Crosby (Phaneuf, Stewart) – 59:46 |  | 04:43 – Grauwiler (Bartschi) 43:09 – Ehrensperger |  |  |

| 28 december, 2003 18:30 | Finland | 3–2 (0–2, 1–0, 2–0) | Tjeckien | Tavastehus |

|  |                                                                                          |  |                                                        |  |  |
|  | 39:32 – Toykkala 40:17 – PP1 – Lepisto (Salmela, Filppula) 55:40 – Filppula (Bergenheim) |  | Olesz (Hudler, Chvatal) – 12:36 Olesz (Kaspar) – 17:42 |  |  |

| 29 december, 2003 18:30 | Ukraina | 0–10 (0–3, 0–6, 0–1) | Kanada | Helsingfors |

|  |  |  | |  |  |
|  |  |  | 00:33 – Carter (Burns) 01:17 – Stewart (Richards, Seabrook) 14:17 – PP1 – Seabrook (Getzlaf, Gorges) 23:10 – Tambellini (Dixon) 28:25 – Crosby (Tambellini) 29:54 – Dawes (Carter, Stewart) 32:05 – Brent (Talbot) 32:56 – Dawes (Gorges) 37:12 – PP1 – Paille (Talbot, Brent) 54:50 – PP1 – Paille (Tambellini, Belle) |  |  |

| 30 december, 2003 16:00 | Schweiz | 1–2 (1–1, 0–0, 0–1) | Tjeckien | Helsingfors |

|  |  |  |  |  |  |
|  |  |  |  |  |  |

| 30 december, 2003 19:30 | Ukraina | 1–14 (0–4, 1–4, 0–6) | Finland | Helsingfors |

|  |                                            |  | |  |  |
|  | Lubnin (Katrych, Kyrychenko) – PP1 – 32:31 |  | 05:50 – Tukonen (Oksa) 11:13 – Kontiola (Tukonen) 12:34 – Lepisto (Filppula, Bergenheim) 18:16 – Lepisto (Immonen, Marjamaki) 20:59 – PP1 – Immonen (Kantee) 29:31 – Jalasvaara (Toykkala) 38:26 – PP2 – Filppula (Varakas, Bergenheim) 39:13 – PP2 – Lepisto (Salmela) 43:43 – Salmela (Toykkala, Immonen) 48:59 – SH1 – Filppula 51:18 – PP1 – Bergenheim (Lepisto) 53:28 – Piispanen (Nurmi) 54:11 – Immonen (Varakas) 59:41 – Nurmi (Kalteva) |  |  |

| 31 december, 2003 16:00 | Tjeckien | 2–5 (0–3, 1–2, 1–0) | Kanada | Helsingfors |

|  |                                                             |  | |  |  |
|  | Ovcacik (Kanko, Koreis) – 34:47 Smid (Hudler) – PP1 – 50:18 |  | 06:53 – Tambellini (Crosby) 16:01 – Carter (Getzlaf, Burns) 19:30 – PP2 – Dawes (Stewart, Meech) 29:59 – PP1 – Phaneuf (Getzlaf) 39:41 – Carter (Phaneuf) |  |  |

| 31 december, 2003 19:30 | Finland | 2–0 (1–0, 0–0, 1–0) | Schweiz | Helsingfors |

|  |                                                         |  |  |  |  |
|  | Nokelainen (Filppula) – 19:11 Junnila (Varakas) – 55:37 |  |  |  |  |

### Nedflyttningsomgång
| Team      | SM | V | O | F | GM | IM | P |
| --------- | -- | - | - | - | -- | -- | - |
| Sverige   | 3  | 3 | 0 | 0 | 15 | 3  | 6 |
| Schweiz   | 3  | 2 | 0 | 1 | 20 | 6  | 4 |
| Österrike | 3  | 0 | 1 | 2 | 4  | 15 | 1 |
| Ukraina   | 3  | 0 | 1 | 2 | 2  | 17 | 1 |

#### 2 januari
| 2 januari, 2004 16:00 | Sverige | 4–0 (0–0, 3–0, 1–0) | Ukraina | Tavastehus |

|  |  |  |  |  |  |
|  |  |  |  |  |  |

| 2 januari, 2004 19:30 | Schweiz | 6–2 (3–1, 3–1, 0–0) | Österrike | Tavastehus |

|  |  |  |  |  |  |
|  |  |  |  |  |  |

#### 4 januari
| 4 januari, 2004 15:00 | Österrike | 2–2 (1–1, 1–0, 0–1) | Ukraina | Tavastehus |

|  |  |  |  |  |  |
|  |  |  |  |  |  |

| 4 januari, 2004 18:30 | Sverige | 4–3 (0–1, 2–2, 2–0) | Schweiz | Tavastehus |

|  |  |  |  |  |  |
|  |  |  |  |  |  |

Österrike och Ukraina degraderas till Division I inför JVM 2005

### Slutspel
|  | Kvartsfinal | Kvartsfinal | Kvartsfinal |  |  | Semifinal | Semifinal | Semifinal |  |  | Final      | Final      | Final      |
|  |             |             |             |  |  |           |           |           |  |  |            |            |            |
|  |             |             |             |  |  | A1        | USA       | 2         |  |  |            |            |            |
|  | B2          | Finland     | 4           |  |  | B2        | Finland   | 1         |  |  |            |            |            |
|  | A3          | Ryssland    | 3           |  |  |           |           |           |  |  | A1         | USA        | 4          |
|  |             |             |             |  |  |           |           |           |  |  | B1         | Kanada     | 3          |
|  |             |             |             |  |  | B1        | Kanada    | 7         |  |  |            |            |            |
|  | A2          | Slovakien   | 2           |  |  | B3        | Tjeckien  | 1         |  |  | Bronsmatch | Bronsmatch | Bronsmatch |
|  | B3          | Tjeckien    | 4           |  |  |           |           |           |  |  | B2         | Finland    | 2          |
|  |             |             |             |  |  |           |           |           |  |  | B3         | Tjeckien   | 1          |

#### Kvartsfinaler
| 2 januari, 2004 16:00 | Slovakien | 4–2 (1–1, 1–3, 0–0) | Tjeckien | Helsingfors |

|  |  |  |  |  |  |
|  |  |  |  |  |  |

| 2 januari, 2004 20:00 | Finland | 4–3 (1–1, 1–1, 2–1) | Ryssland | Helsingfors |

|  |  |  |  |  |  |
|  |  |  |  |  |  |

#### Semifinaler
| 3 januari, 2004 15:00 | Kanada | 7–1 (2–1, 1–0, 4–0) | Tjeckien | Helsingfors |

|  |  |  |  |  |  |
|  |  |  |  |  |  |

| 3 januari, 2004 19:00 | USA | 2–1 (1–0, 0–0, 1–1) | Finland | Helsingfors |

|  |  |  |  |  |  |
|  |  |  |  |  |  |

#### Match om 5:e plats
| 4 januari, 2004 15:00 | Ryssland | 3–2 (0–0, 2–1, 1–1) | Slovakien | Helsingfors |

|  |  |  |  |  |  |
|  |  |  |  |  |  |

#### Bronsmatch
| 5 januari, 2004 15:00 | Tjeckien | 1–2 (0–0, 1–0, 0–2) | Finland | Helsingfors |

|  |  |  |  |  |  |
|  |  |  |  |  |  |

#### Final
| 5 januari, 2004 19:00 | Kanada | 3–4 (1–1, 2–0, 0–3) | USA | Helsingfors |

|  |  |  |  |  |  |
|  |  |  |  |  |  |

### Slutställning
| Topp divisionen | Topp divisionen |
| --------------- | --------------- |
| Guld            | USA             |
| Silver          | Kanada          |
| Brons           | Finland         |
| 4.              | Tjeckien        |
| 5.              | Ryssland        |
| 6.              | Slovakien       |
| 7.              | Sverige         |
| 8.              | Schweiz         |
| 9.              | Österrike       |
| 10.             | Ukraina         |

### Skytteliga
|                   | G | A | Pts |
| ----------------- | - | - | --- |
| Nigel Dawes       | 6 | 5 | 11  |
| Zach Parise       | 5 | 6 | 11  |
| Anthony Stewart   | 5 | 6 | 11  |
| Valtteri Filppula | 4 | 5 | 9   |
| Sami Lepistö      | 4 | 4 | 8   |

### Turneringsutmärkelser

#### All-Star lag
Målvakt: 
 Al Montoya
Backar: 
 Dion Phaneuf, 
 Sami Lepistö
Forwards: 
 Zach Parise, 
 Valtteri Filppula, 
 Jeff Carter

#### Mest värdefulla spelare
Zach Parise

## Division I Slutresultat
Division I A spelades i Berlin, Tyskland mellan 14 december 2003 och 20 december 2003.
Division I B spelades i Briançon, Frankrike mellan 13 december 2003 och 19 december 2003.

### Grupp A
|           | SM | V | F | O | GM | IM | P |
| --------- | -- | - | - | - | -- | -- | - |
| Tyskland  | 5  | 3 | 0 | 2 | 29 | 10 | 8 |
| Danmark   | 5  | 3 | 1 | 1 | 23 | 16 | 7 |
| Slovenien | 5  | 3 | 2 | 0 | 18 | 19 | 6 |
| Lettland  | 5  | 2 | 1 | 2 | 35 | 19 | 6 |
| Kazakstan | 5  | 1 | 3 | 1 | 16 | 19 | 3 |
| Ungern    | 5  | 0 | 5 | 0 | 8  | 46 | 0 |

### Grupp B
|           | SM | V | F | O | GM | IM | P  |
| --------- | -- | - | - | - | -- | -- | -- |
| Belarus   | 5  | 5 | 0 | 0 | 34 | 11 | 10 |
| Norge     | 5  | 3 | 2 | 0 | 21 | 10 | 6  |
| Frankrike | 5  | 3 | 2 | 0 | 22 | 16 | 6  |
| Italien   | 5  | 3 | 2 | 0 | 15 | 18 | 6  |
| Estland   | 5  | 1 | 4 | 0 | 9  | 33 | 2  |
| Japan     | 5  | 0 | 5 | 0 | 9  | 22 | 0  |

Tyskland och Vitryssland avancerar till Toppdivisionen, medan Ungern och Japan degraderas till Division II inför JVM 2005.
Division II A spelades i Sosnowiec, Polen mellan 28 december 2003 och 3 januari 2004.
Division II B spelades i Kaunas och Elektrėnai, Litauen mellan 5 januari och 11 januari 2004.

## Division II Slutresultat

### Grupp A
|               | SM | V | F | O | GM | IM | P  |
| ------------- | -- | - | - | - | -- | -- | -- |
| Polen         | 5  | 5 | 0 | 0 | 59 | 4  | 10 |
| Rumänien      | 5  | 3 | 1 | 1 | 44 | 16 | 7  |
| Nederländerna | 5  | 3 | 2 | 0 | 32 | 19 | 6  |
| Spanien       | 5  | 2 | 2 | 1 | 21 | 32 | 5  |
| Belgien       | 5  | 1 | 4 | 0 | 16 | 31 | 2  |
| Island        | 5  | 0 | 5 | 0 | 10 | 80 | 0  |

### Grupp B
|                        | SM | V | F | O | GM | IM | P  |
| ---------------------- | -- | - | - | - | -- | -- | -- |
| Storbritannien         | 5  | 5 | 0 | 0 | 38 | 5  | 10 |
| Sydkorea               | 5  | 4 | 1 | 0 | 45 | 7  | 8  |
| Kroatien               | 5  | 2 | 3 | 0 | 18 | 18 | 4  |
| Serbien och Montenegro | 5  | 2 | 3 | 0 | 15 | 21 | 4  |
| Litauen                | 5  | 2 | 3 | 0 | 12 | 25 | 4  |
| Sydafrika              | 5  | 0 | 5 | 0 | 4  | 56 | 0  |

Polen och Storbritannien avancerar till Division I, medan Island och Sydafrika degraderas till Division III inför JVM 2005.
Division III spelades i Sofia, Bulgarien mellan 5 januari och 11 januari 2004.

## Division III Slutresultat
|             | SM | V | F | O | GM | IM | P  |
| ----------- | -- | - | - | - | -- | -- | -- |
| Australien  | 5  | 5 | 0 | 0 | 42 | 13 | 10 |
| Kina        | 5  | 4 | 1 | 0 | 41 | 20 | 8  |
| Mexiko      | 5  | 3 | 2 | 0 | 25 | 16 | 6  |
| Turkiet     | 5  | 1 | 4 | 0 | 10 | 38 | 2  |
| Bulgarien   | 5  | 1 | 4 | 0 | 13 | 34 | 2  |
| Nya Zeeland | 5  | 1 | 4 | 0 | 10 | 30 | 2  |

Australien och Kina avancerar till Division II inför JVM 2005.